# Союз євреїв-землеробів Підкарпатської Русі
Союз єврейських хліборобів Підкарпатської Русі — єврейська організація та політична партія на території Першої Чехословаччини, поширена на теренах Підкарпатської Русі. Вона представляла інтереси єврейських поміщиків і купців і була наближена до чехословацьких аграріїв.

## Історія
Партія була заснована у 1921 році, в той час, коли на Підкарпатській Русі почав формуватися політичний спектр. У той час тут також була створена Єврейська консервативна партія як представник ультраортодоксальних євреїв, пов'язаних з рухом «Аґудат Ісраель», і Єврейська громадянська партія Підкарпатської Русі, пов'язана з сіоністським рухом і натхненна списком кандидатів Об'єднаного Єврейська партія, яка брала участь у парламентських виборах у Чехії та Словаччині 1920.
У 1923 році всі ці три політичні формування, через відчуття зовнішньої загрози з боку антисемітизму, а також через спільні інтереси в захисті економічних інтересів євреїв, створили тимчасовий парасольковий союз під назвою Єврейська партія Підкарпатської Русі. Аграріїв представляв Емануїл Гутман, за ортодоксів — Коломан Вайс, за сіоністів — Олександр Шпігель. На муніципальних виборах 1923 року ця спільна платформа мала успіх у багатьох муніципалітетах. Однак у 1924 році ця коаліція розпалася, а аграрна та ортодоксальна течії відокремилися від сіоністів.
На додаткових парламентських виборах у Підкарпатській Русі 1924 р. хліборобське та ортодоксальне крило йшло на вибори як Єврейська демократична партія, сіоністи балотувалися як Єврейська народна партія. Спадкоємицею Союзу єврейських хліборобів Підкарпатської Русі на парламентських виборах 1925 р. стала Єврейська економічна партія, на парламентських виборах 1929 р. — Єврейська республіканська партія, яка балотувалася у складі чехословацької аргарської партії. Ці проаграрні консервативні формування не отримали представництва в парламенті, але на місцевому рівні вони залишалися сильною течією по всій Першій республіці на сході республіки. На регіональних виборах 1928 р. єврейські республіканці отримали представництво в Підкарпатських крайових зборах. Сіоністська течія продовжувала існувати як Єврейська партія.